# Alfa Romeo Giulietta (2010)
Alfa Romeo Giulietta – samochód osobowy klasy kompaktowej produkowany pod włoską marką Alfa Romeo w latach 2010–2020.

## Historia i opis modelu

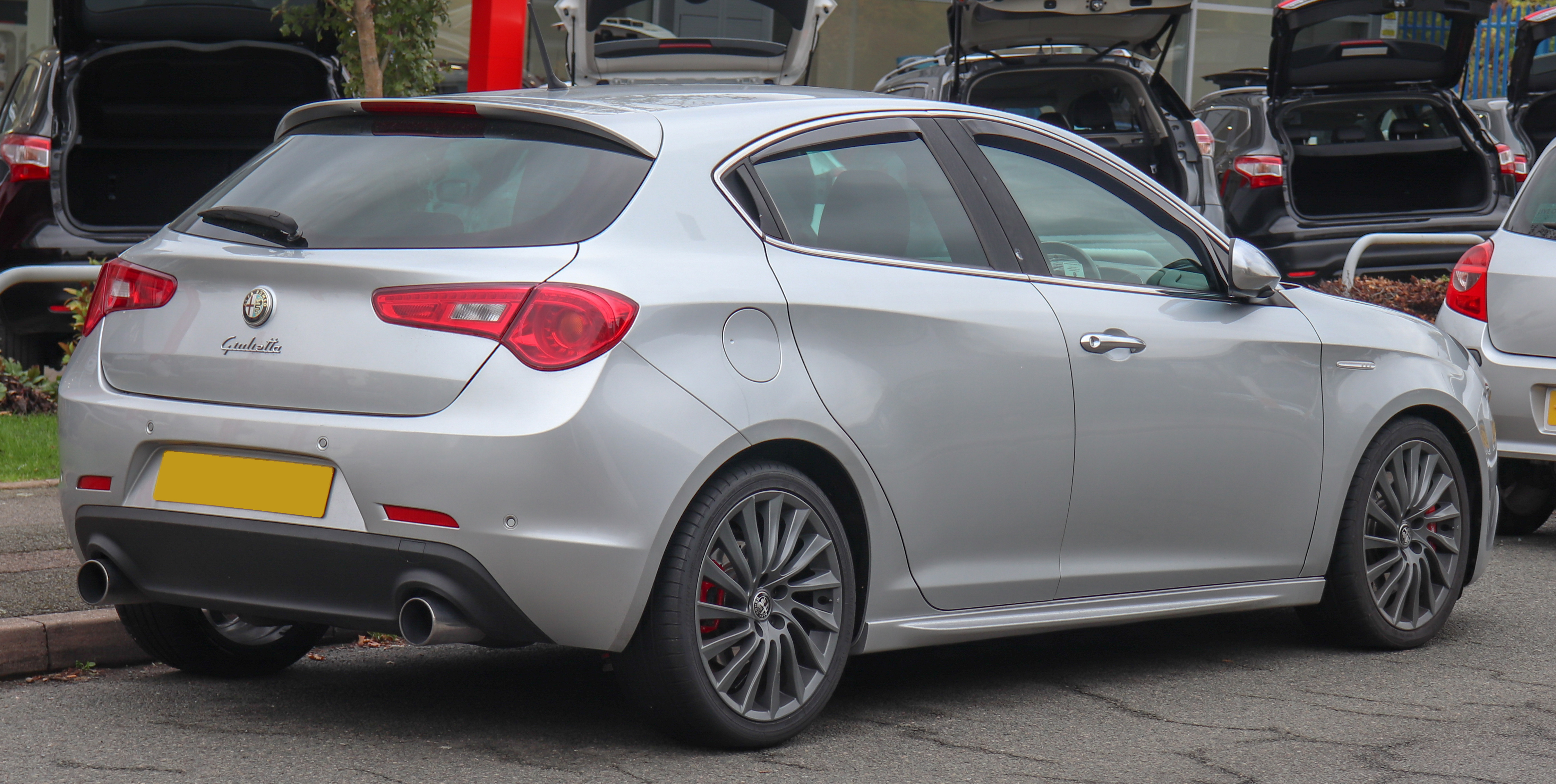
Alfa Romeo Giulietta - tył

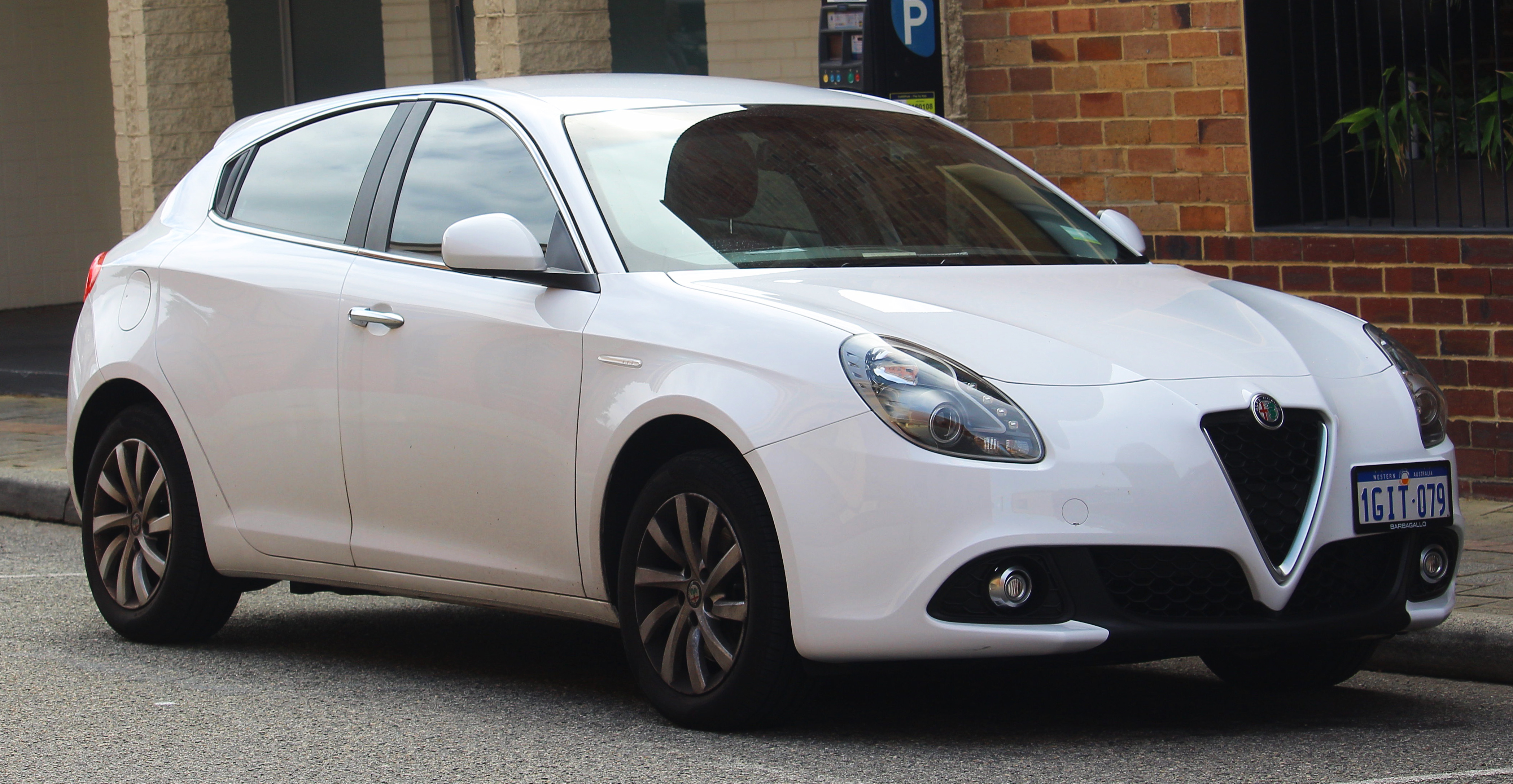
Alfa Romeo Giulietta po liftingu

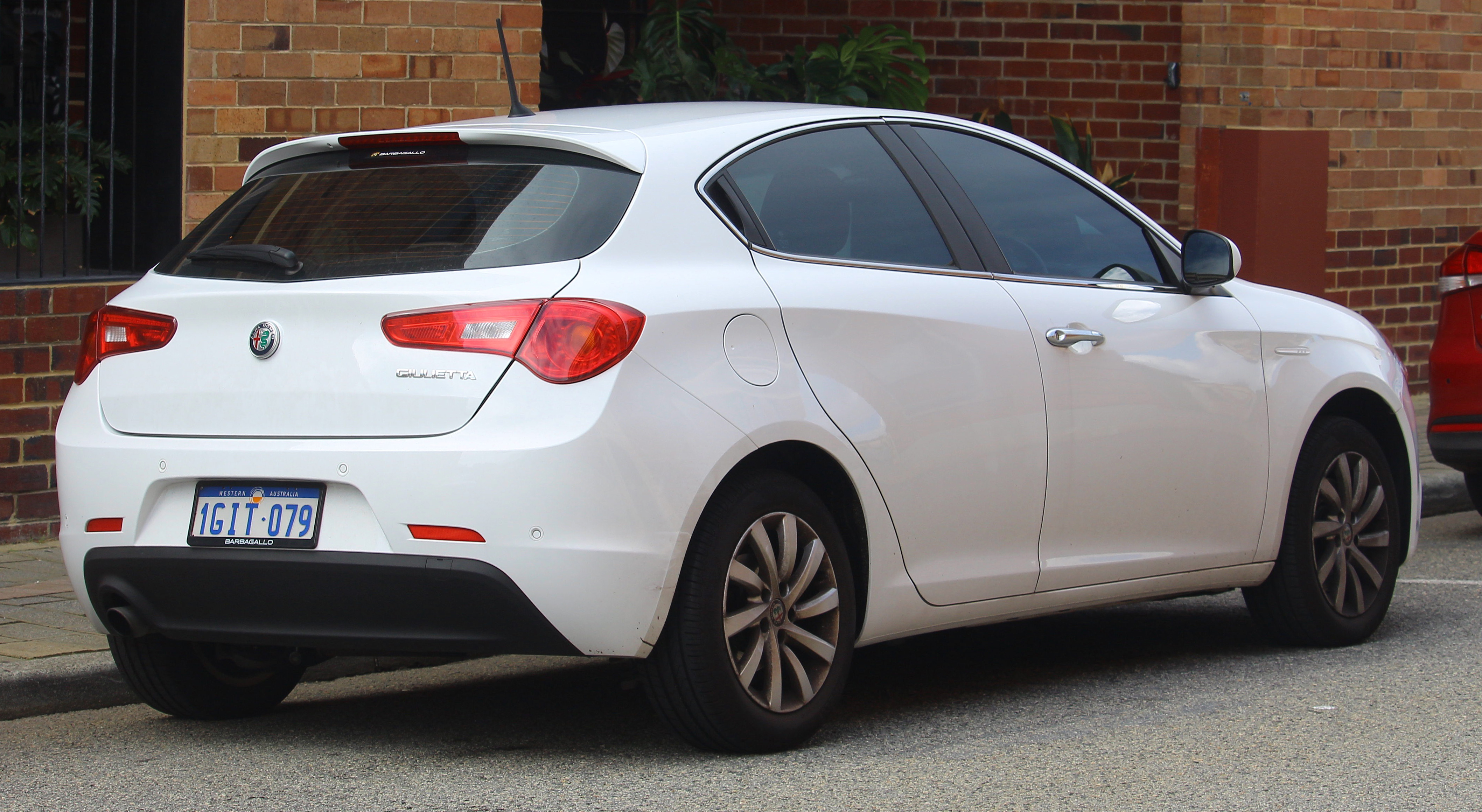
Alfa Romeo Giulietta - tył po liftingu

Samochód został po raz pierwszy oficjalnie zaprezentowany podczas targów motoryzacyjnych w Genewie w 2010 roku jako następca modelu 147. Pojazd zbudowany został na bazie płyty podłogowej C-Evo. Przednia część pojazdu nawiązuje do modelu 8C Competizione. Auto zaprojektował Lorenzo Ramaciotti. 
Początkowo pojazd oznaczony miał być symbolem 149, a następnie Milano. Ostatecznie zdecydowano ponownie wykorzystać nazwę Giulietta, która nawiązuje do modelu produkowanego na przełomie lat 50. i 60. XX wieku. 
W plebiscycie na Europejski Samochód Roku 2011 model zajął 2. pozycję (za Nissanem Leaf). 
W 2018 roku w polskich salonach marki sprzedano łącznie 354 egzemplarze pojazdu. 

### Restylizacje
W 2013 roku auto poddano modernizacji. Zmieniony został m.in. wygląd interfejsu systemu sterującego systemami pokładowymi, przemodelowana została delikatnie atrapa chłodnicy, a światła przeciwmgłowe wyposażono w chromowane nakładki. Zmienione zostało także koło kierownicy oraz fotele.
W 2016 roku auto poddane zostało kolejnej, tym razem bardziej zauważalnej modernizacji. Zmieniona została atrapa chłodnicy, której chromowane poprzeczki zastąpiono scudetto z siatką. Przeniesiony został także napis Giulietta na tylnej klapie bagażnika. Przy okazji modernizacji zakończono produkcję wersji Quadrifoglio Verde na rzecz wersji Veloce. Zmieniono także listę wyposażenia pojazdu.
W 2019 roku dokonano trzeciej, skromnej modernizacji. Wprowadzono zmodernizowane silniki spełniające normy spalin Euro 6 D-Temp, oraz nowe systemy multimedialne kompatybilne z Android Auto i Apple Car Play. Samochód nie został w żaden sposób zmieniony wizualnie, ani wewnątrz, ani na zewnątrz.

### Koniec produkcji
Mimo wcześniejszych doniesień, po ogłoszeniu fuzji FCA i PSA ostatecznie zdecydowano, że Alfa Romeo Giulietta nie doczeka się następcy. Po 10 latach produkcji, samochód został ostatecznie wycofany z produkcji 22 grudnia 2020 roku. Jednym z głównych powodów wycofania miał być stale malejący popyt: w czasie gdy w pierwszym roku sprzedaży sprzedano 78 991 sztuk pojazdu, tak w 2019 było to już tylko 15 690 sztuk.

## Wersje wyposażenia

### Przed face liftingiem[11]
- Progression
- Distinctive
- Quadrifoglio Verde

Standardowe wyposażenie podstawowej wersji Progression obejmuje m.in. 6 poduszek powietrznych, system Alfa DNA, kierownicę obszytą skórą, elektrycznie regulowane lusterka, dzieloną tylną kanapę, klimatyzację manualną, komputer pokładowy, elektrycznie regulowane szyby przednie, a także radioodtwarzacz z CD i MP3.
Bogatsza wersja Distinctive dodatkowo wyposażona jest w m.in. 16 calowe felgi aluminiowe, chromowane ramki okien, automatyczną dwustrefową klimatyzację, podłokietnik przedni, elektrycznie regulowane szyby tylne, tempomat, światła przeciwmgielne, a także sterowanie radiem z kierownicy.
Najbogatsza wersja Quadrifoglio Verde została dodatkowo wyposażona w m.in. 17 calowe felgi aluminiowe, koło kierownicy i gałka zmiany biegów obszyte czerwoną nicią, aluminiowe nakładki na pedały, sportowe zawieszenie, lakierowane zaciski hamulców, a także przyciemniane szyby.

### Po face liftingu[12]
- Giulietta

- Super
- Veloce

Standardowe wyposażenie podstawowej wersji Giulietta obejmuje m.in. 6 poduszek powietrznych, system Alfa D.N.A, elektrycznie regulowane szyby przednie i tylne, klimatyzacje manualną, elektrycznie regulowane i podgrzewane lusterka, kierownicę obszytą skórą, komputer pokładowy, dymione przednie reflektory, oraz radio Uconnect z Bluetooth i 5 calowym ekranem dotykowym.
Bogatsza wersja Super dodatkowo wyposażona jest w m.in. światła przeciwmgielne, klimatyzacje automatyczną dwustrefową, podłokietnik przedni, tempomat, nawiew na tylne siedzenia, elektrycznie składane lusterka i aluminiowe felgi 16 cali.
Najbogatsza wersja Veloce została dodatkowo wyposażona w m.in. spryskiwacze przednich reflektorów, reflektory bi-ksenonowe, czujniki parkowania przednie i tylne, przyciemniane szyby, skórzaną tapicerke, powiększone zaciski hamulców lakierowane na czerwono i aluminiowe felgi 17 cali.
W zależności od wersji wyposażenia samochód opcjonalnie możemy wyposażyć w m.in. elektrycznie regulowane i podgrzewane fotele przednie, elektrycznie otwierane okno dachowe, nawigację satelitarną, cyfrowe radio DAB, system nagłośnienia Hi-Fi marki Bose i 18 calowe felgi aluminiowe.

### Wersje specjalne

#### Maserati Edition
W 2011 roku pojawiła się specjalna wersja pojazdu zmodyfikowana przez Maserati. Bazowała ona na wersji Quadrifoglio Verde i wyposażona została w silnik 1.75 TBi. Zmiany obejmowały głównie materiały wykończeniowe wnętrza.

#### Szybcy i wściekli 6
W 2013 roku zaprezentowana została wersja specjalna pojazdu. Samochód pod maską miał silnik 1.4 MultiAir o mocy 170 KM. Każdy egzemplarz w tej wersji posiadał plakietkę z numerem, oraz autografy na desce rozdzielczej. Do tego kupujący limitowane Giulietty mogli liczyć na dzień akcji z szefem kaskaderów z branży filmowej. Wersja ta była oferowana wyłącznie w Wielkiej Brytanii u jednego dealera w Londynie.

#### Collezione i Sprint Speciale
Wersje dostępne dla Wielkiej Brytanii w 2015 roku.

#### B-Tech
W 2018 roku dostępna była wersja B-Tech posiadająca szary kolor nadwozia. Do tego samochód posiadał lakierowane na czarno detale, przyciemniane szyby, powiększona końcówka wydechu, czarne wnętrze, specjalne felgi i bardziej sportowy tylny zderzak.

#### Veloce S
W 2019 roku zaprezentowana została wersja Veloce S, bazująca na wersji Veloce i wyposażona w 240 konny silnik 1.75 TBi. Samochód posiadał specjalne 18-calowe felgi, dodatkowe oznaczenia i czerwone akcenty na karoserii, sportowy wydech, 10-głośnikowy system Bose, hamulce Brembo i sportowe zawieszenie. Powstało 30 sztuk i były oferowane głównie w Australii.

## Silniki
| Silnik                | Pojemność skokowa [cm³] | Typ silnika        | Średnica cylindra x skok tłoka [mm] | Stopień sprężania  | Moc maksymalna [KM] przy obr./min | Maks. moment obrotowy [Nm] przy obr./min | Przyspieszenie 0-100 km/h [s] | Prędkość maks. [km/h] |
| Silniki benzynowe:    | Silniki benzynowe:      | Silniki benzynowe: | Silniki benzynowe:                  | Silniki benzynowe: | Silniki benzynowe:                | Silniki benzynowe:                       | Silniki benzynowe:            | Silniki benzynowe:    |
| --------------------- | ----------------------- | ------------------ | ----------------------------------- | ------------------ | --------------------------------- | ---------------------------------------- | ----------------------------- | --------------------- |
| 1.4 TB                | 1368                    | R4                 | b.d.                                | b.d.               | 105 (77)/5000                     | 206/1750                                 | 10,6                          | 186                   |
| 1.4 TB                | 1368                    | R4                 | 72x84                               | 9,8:1              | 120 (88)/5000                     | 206/2500                                 | 9,4                           | 189                   |
| 1.4 TB LPG            | 1368                    | R4                 | 72x84                               | 9,8:1              | 120 (88)/5000                     | 206/2500                                 | 9,4                           | 189                   |
| 1.4 TB MultiAir       | 1368                    | R4                 | 72x84                               | 10,0:1             | 150 (110)/5500                    | 230/2500                                 | 8,2                           | 210                   |
| 1.4 TB MultiAir       | 1368                    | R4                 | 72x84                               | 10,0:1             | 170 (125)/5500                    | 230/2500                                 | 7,8                           | 218                   |
| 1.4 TB MultiAir TCT   | 1368                    | R4                 | 72x84                               | 10,0:1             | 170 (125)/5500                    | 230/2500                                 | 7,7                           | 218                   |
| 1.75 TBI              | 1750                    | R4                 | 83x80,5                             | 9,2:1              | 235 (174)/5750                    | 340/2000                                 | 6,8                           | 246                   |
| 1.75 TBI TCT          | 1750                    | R4                 | 83x80,5                             | 9,2:1              | 240 (177)/5750                    | 340/2000                                 | 6,0                           | 244                   |
| Silniki wysokoprężne: |                         |                    |                                     |                    |                                   |                                          |                               |                       |
| 1.6 JTDM              | 1598                    | R4                 | 79,5x80,5                           | 16,5:1             | 105 (77)/4000                     | 280/1750                                 | 11,3                          | 185                   |
| 1.6 JTDM              | 1598                    | R4                 | 79,5x80,5                           | 16,5:1             | 120 (88)/3750                     | 280/1750                                 | 10                            | 195                   |
| 2.0 JTDM              | 1956                    | R4                 | 83x90,4                             | 16,5:1             | 140 (103)/4000                    | 350/1750                                 | 8,8                           | 210                   |
| 2.0 JTDM              | 1956                    | R4                 | 83x90,4                             | 16,5:1             | 170 (125)/3750                    | 350/1750                                 | 8,0                           | 218                   |
| 2.0 JTDM TCT          | 1956                    | R4                 | 83x90,4                             | 16,5:1             | 170 (125)/3750                    | 350/1750                                 | 7,9                           | 218                   |

### Sprzedaż w Polsce
| Rok  | Sprzedaż (szt.) |
| ---- | --------------- |
| 2010 | 351             |
| 2011 | 927             |
| 2012 | 1 084           |
| 2013 | 849             |
| 2014 | 669             |
| 2015 | 572             |
| 2016 | 535             |
| 2017 | 378             |
| 2018 | 354             |